# 原愛絵
原 愛絵（はら まなえ、1995年3月4日 - ）は、日本の女優。
神奈川県出身。フリーランス。

## 略歴
- 2013年3月、神奈川県立弥栄高校ピアノ科卒業
- 2015年3月、舞台芸術学院卒業
- 2016年3月、青年座研究所実習科40期修了

## 人物
- 神奈川県横浜市生まれ横浜育ち。出生が大船駅近くだったので大船生まれと思っていたが実際に横浜市だった
- 愛称は、はらちゃん、まなてぃ、おろえ、まなちん、まなちゃん、まな
- 家族は、祖母、両親、妹の5人家族。同居
- 母親の実家である青森県大間町（本州最北端）の風光、名物（マグロ）をこよなく愛する
- 小学生時代合気道を習っていた
- 中学時代のクラブは陸上部に所属。種目は1500m
- 高校時代のクラブは創作ダンス部。3年時部長
- 高校時代はピアノ科専攻。好きな楽曲はラヴェルのソナチネ。修学旅行としてオーストリア・ウィーンでピアノ研修。現地の食事が美味しく帰国時体形が変わっていた
- 2021年（第一回:1月-２月）横浜美少女図鑑ファイナリスト。MixChannel（ミクチャ）でのポイントにより順位が決定。他の候補者と異なり全くの新規参入であったが760人のファンが集まり５位を獲得[1]
- 2021年（第二回、3月）横浜美少女図鑑ファイナリスト。舞台稽古中でほとんど配信できなかったが予選2位。フリーペーパーの1ページ掲載。決勝は１回のみの配信だったが6位獲得[2]
- 創作ダンスでロボットを擬した銀色の全身タイツを着衣。この全身タイツを着てミクチャの配信に登場したことがある
- 両親からの遺伝で酒には強い。日本酒と焼酎が好き
- ヨガインストラクターの資格を持っている（RYT200) 。また横浜市内でヨガのレッスンクラスを持っている。

## 出演

### 舞台
1. ワンツーワークス「遠い国から来た、良き日」（2016年10月14日 - 23日、赤坂レッドシアター）- 土屋ショウコ 役[3]
2. おおのの♪「先生と赤い金魚」（2017年5月24日 - 28日、下北沢シアター711）- 和金 役[4]
3. feblabo「ナイゲン2017年版」（2017年8月11日 - 21日、シアターミラクル）- 文化副 役[5]
4. タイプスプロデュース「アリス」（2017年12月20日 - 21日、座・高円寺２）- 主演・アリス[6] 役
5. タイプスプロデュース「冬物語（シェークスピア）」（2018年1月30日 - 2月4日、studio applause）- パーディタ 役[7]
6. バズサテライト「Bye-Byeレストラン！」（2018年4月18日 - 22日、新宿スターフィールド）- 朋美 役[8]
7. 笛井事務所「Trance」（2018年5月17日 - 20日、明石スタジオ）- 少女 役[9]
8. BuzzFestTheater「黴-かび-」（2018年10月31日 - 11月11日、中野ザ・ポケット）- 悠里 役[10]
9. おおのの♪「ザ・漱石　再演二非ズ」（2019年3月6日 - 12日、下北沢シアター711）- 筆子 役[11]
10. TOKYOハンバーグ「のぞまれずさずかれずあるもの 宮城1973」（2019年4月11日 - 21日、新宿サンモールスタジオ）[12]
11. ボビー中西プロデュース「男が死ぬ日」（2019年9月5日 - 15日、すみだパークスタジオ倉）- 後見 役[13]
12. TOKYOハンバーグ「人間と、人間ににたものと。」（2019年11月6日 - 10日、座・高円寺1）- リーズ役[14]
13. HOTSKY、下北澤姉妹社、mudanibizin「母樹-ミカンの花が咲く頃に」（2020年5月20日 - 24日、下北沢ザ・スズナリ）緊急事態宣言により公演延期[15]
14. TOKYO PLAYERS COLLECTION 「IN HER TWENTIES 2020」（2020年9月2日 - 7日、シアター風姿花伝）- 25歳 役[16][17]
15. 新国立劇場プロデュース「'斬られの仙太'」（2021年4月6日 - 24日、新国立劇場）- お咲 役[18] 公演は4月25日までの予定だったが緊急事態宣言により最終日は公演中止[19]
16. 椿組「貫く閃光、彼方へ」（2021年7月7日 - 20日、新宿花園神社境内特設ステージ）- 秋津幸子 役[20]
17. SDGs朗読劇「シン・政治家～The Mountain We Climb」（2020年8月20日、mahocast）- 小池一葉 役[21]
18. BuzzFestTheater「赤裸々」（2022年11月16日 - 23日、BuzzFestTheater Studio）- 岡部麻里奈 役[22]
19. 西瓜糖「いちご」（2023年9月21日 - 27日、下北沢・小劇場B1) - 市村麻衣 役[23]
20. APOFES2024「私はたぶん大丈夫。」（2024年2月4日・10日、APOCシアター）- 4役ひとり芝居[24]
21. 劇団道学先生・現代日本名作戯曲シリーズvol.2「東京の恋～さほどロマンチックでもなく～ 頼母しき求縁」（2024年4月9日 - 15日、新宿シアタートップス）- 戸倉汲子 役[25]
22. Cherry Tree Festival（2024年8月17日、横浜市鶴見区民文化センター・サルビアホール）- ヒロイン・チエリ 役[26]
23. CTプロデュースWith K「人の気もしらないで」（2025年3月27日 - 30日、雑麻遊）－チーム美 心 役
24. もあダむ vol.3「もうそうしよう」（2025年9月19日 - 22日〈予定〉、吉祥寺シアター）[27]

### 映画
- ペットショップ（監督：芦原啓介[28]。2022年12月17日 - 2023年1月13日、池袋シネマ・ロサ）山口かおり役[29]

### YouTube
- 日本生命オリジナルSDGs17のストーリ「君がくれた勇気」（2022年10月21日 - ) - 看護師・堂島美幸 役[30]

### ダンス
- Rhythm Art Dance Studio「The One」（2017年11月11日、日本橋三井ホール）
- Baobab「FIELD-フィールド-」（2018年9月1日 - 4日、吉祥寺シアター）[31]

### テレビ
- 2018年3月26日 フジテレビ「スカッとジャパン」妊婦役
- 2018年4月23日 フジテレビ「スカッとジャパン」バス乗客役
- 2018年4月30日 フジテレビ「スカッとジャパン」メイド役
- 2018年8月7日 フジテレビ「スカッとジャパン」就活生役
- 2019年2月11日 フジテレビ「スカッとジャパン」飲食店アルバイト役
- 2019年8月25日 TBS「消えた天才」陸上選手・安部友恵役
- 2020年2月28日 日本テレビ「踊る！さんま御殿」岐阜の大学生役
- 2020年4月20日 フジテレビ「スカッとジャパン」OL役
- 2021年9月13日 フジテレビ「スカッとジャパン」カフェ店員役
- 2022年3月15日 日本テレビ「踊る！さんま御殿」足の小さい女性役